# Uzelia oxoniensis
Uzelia oxoniensis är en urinsektsart som först beskrevs av Bagnall 1914.  Uzelia oxoniensis ingår i släktet Uzelia och familjen Isotomidae. Inga underarter finns listade i Catalogue of Life.